# Relicina diederichii
Relicina diederichii är en lavart som beskrevs av Elix. Relicina diederichii ingår i släktet Relicina och familjen Parmeliaceae.   Inga underarter finns listade i Catalogue of Life.